# Веліал

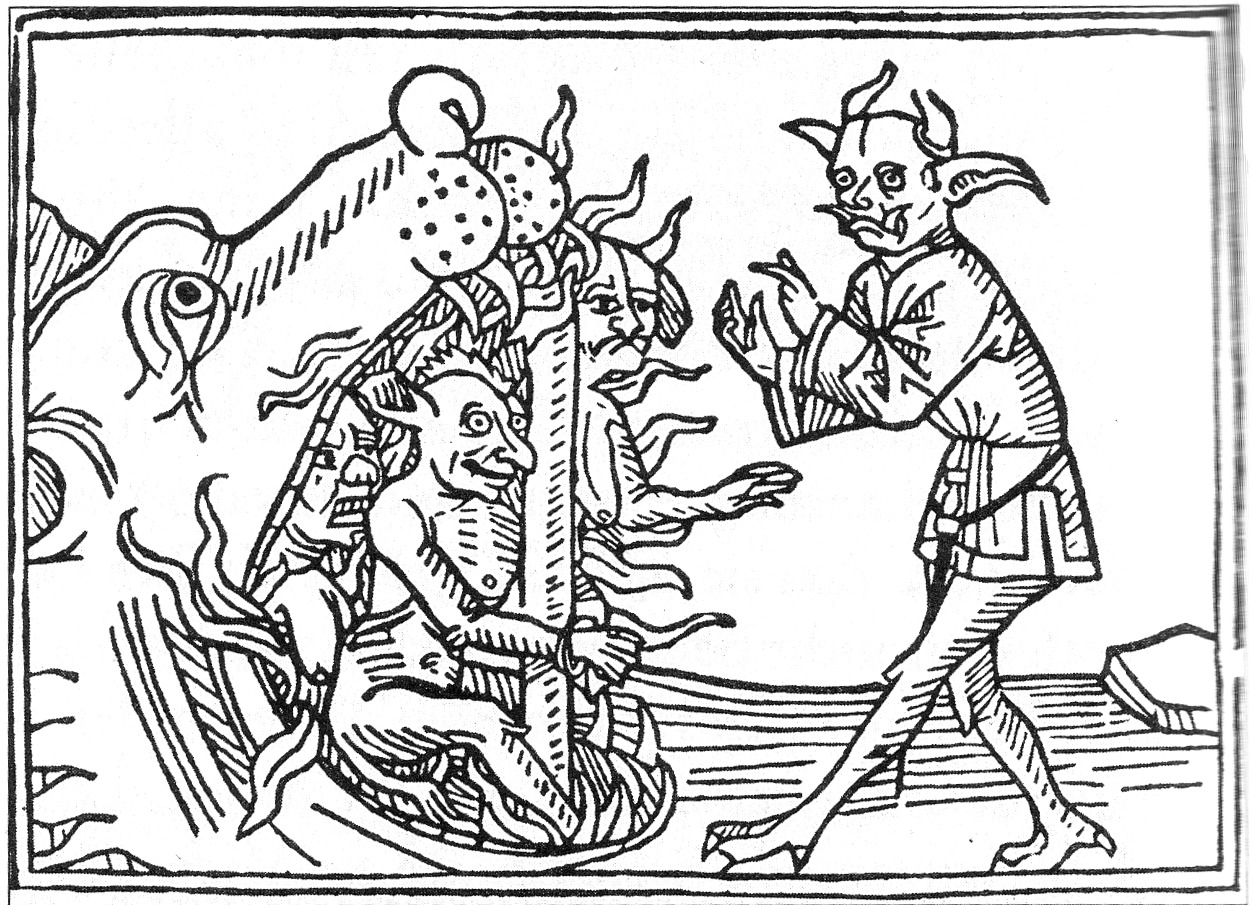
Веліал перед воротами в пекло. Ксилографія. Ауґсбург. 1473.

Веліа́л — ім'я Сатани, що зустрічається у текстах Танаха та Нового Заповіту.
Назва походить від івр. בליעל — «той, що не має честі». В Біблії ім'я Веліал (у перекладах Біблії ім'я Беліал найчастіше передається описово, декількома словами) пов'язане з такими поняттями як «суєта», «ніщо». Виступає в ролі спокусника людини, який спокушає її до злочину. Цей демон зазвичай прекрасно виглядає, проте він лютий і лицемірний, але його зовнішність юна, прекрасна і змушує засумніватися в цих якостях.
У текстах на івриті зустрічаються фрази про «синів Беліала». Септуагінта і пізніше перекладений із неї Старий Завіт ранньохристиянської церкви іншими мовами, як правило, передає вірші зі словами «синів Беліяла» з Біблії написаної івритом, або як «беззаконників», або ідіомами «сини мору», а не як особисте ім'я «сини Беліяла» і що перекладається як «сини нікчемності». Фрази, що починаються на «сини», є загальноприйнятою семітською ідіомою, наприклад, «сини руйнування» або «сини беззаконня» тощо.

## Християнство
У Старому Завіті Веліал — це синонім беззаконня. У Новому Завіті він виступає під ім'ям Веліар і є противником Христа — Антихристом. Це видно у Другому посланні Апостола Павла до Корінтян (6:14-15): … Що спільного між світлом та темрявою? 15 Яка згода між Христом і Веліялом?.. Апостол Павло ставився до нього як до провідника демонів або сатани. В апокрифах його вважають князем темряви, рішучим противником Бога. У Вознесінні Ісаї він є ангелом беззаконня.

## Сувої Мертвого моря
У Війни Синів світу Веліал стоїть на чолі синів темряви: «..Ти створив Веліала для пропасти, ангелом зла. Його князівство у темноті, його порада викликати провину і зло. Усі духи його долі є ангелами руйнування, що мандрують законами темряви, у цьому їхнє єдине бажання.»